# والینت
والینت (به انگلیسی: Valeant) شرکت داروسازی کانادایی است، که طیف وسیعی از داروهای بر پایه داروهای ضد افسردگی، کارآزمایی بالینی، عصب‌شناسی، درماتولوژی و بیماری‌های عفونی را تولید و عرضه می‌کند.
شرکت والینت در سال ۱۹۶۰ در ایالات متحده آمریکا تأسیس شد و در حال حاضر بزرگترین شرکت داروسازی کانادا محسوب می‌شود، همچنین با ارزش بازار ۲۹٫۲ میلیارد دلار، هفدهمین شرکت بزرگ در کشور کانادا به‌شمار می‌آید.
دفتر مرکزی این شرکت در شهر لاوال، کبک، کانادا قرار دارد و دفتر عملیاتی آن نیز در شهر مونترآل مستقر می‌باشد. بخشی از سهام شرکت والینت در بازارهای بورس نیویورک و بورس تورنتو معامله می‌شود.